# World Migration Tour
Die World Migration Tour war eine weltweite Konzerttournee der britischen Rockband Supertramp, mit der die Band ihr 1987 veröffentlichtes Studioalbum Free as a Bird unterstützte. Es war die vorerst letzte Supertramp-Tournee bis zur Wiedervereinigung der Gruppe im Jahr 1997 und gleichzeitig die letzte mit ihrem Bassisten Dougie Thomson, der Supertramp seit 1973 angehörte.

## Hintergrund
Supertramp begannen ihre World Migration Tour am 9. Januar 1988 in Rio de Janeiro und beendeten sie am 19. April des gleichen Jahres in London. Sie umfasste 47 Auftritte in Nordamerika, Europa und erstmals in ihrer Konzertkarriere in Südamerika, wo sie Januar 1988 im Rahmen des erstmalig in Brasilien stattfindenden Hollywood Rock Festivals je ein Konzert in Rio de Janeiro und São Paulo gaben.
Wie bereits auf der vorherigen Brother on the Road Tour (1985/86) planten Supertramp auch auf dieser Tournee, keinerlei Kompositionen aus der Feder ihres 1983 ausgestiegenen Gründungsmitglieds Roger Hodgson zu spielen. Die Enttäuschung einiger Fans über das Auslassen zahlreicher Supertramp-Klassiker auf der letzten Tournee, sowie der Druck des Managements angesichts ihrer ersten Auftritte in Brasilien veranlasste die Gruppe jedoch dazu, ein paar der Hodgson-Lieder wie School, The Logical Song oder Breakfast in America wieder in ihr Live-Repertoire aufzunehmen.
Die Tourbesetzung der Band im Jahr 1988 war fast die gleiche wie 1985/86, allerdings ersetze der Schlagzeuger Steve Reid (Miles Davis, James Brown) den Gitarristen Carl Verheyen und anstelle von Scott Page kehrte der Keyboarder und Saxophonist Brad Cole (Gino Vannelli, Frank Zappa), der 1985/86 bereits Mark Hart bei wenigen Konzerten vertrat, zurück.
Aufgrund des geringen Erfolges des Albums Free as a Bird gaben Supertramp nur wenige Konzerte in Nordamerika und auch die Bühnenshow wurde mit geringerem technischen Aufwand als bisher betrieben. Während der Europatournee spielte die Band erstmals in ihrer Karriere in Italien.
Nach der Tournee von 1988 trennten sich Supertramp zunächst. Dazu erklärte Rick Davies später: „Wir waren ungefähr 20 Jahre lang nur unterwegs, um Aufnahmen zu machen und auf Tournee zu gehen, und es schien Zeit für eine Pause, ohne zu wissen, ob oder wann wir zurückkommen würden. Wir beschlossen, eigentlich nichts zu sagen, sondern einfach wie ein alter Soldat zu verschwinden.“
1996 kam die Gruppe schließlich wieder zusammen, um mit Some Things Never Change ihr Comeback-Album aufzunehmen. Bassist Dougie Thomson, der sich in der Zwischenzeit weitgehend aus dem Musikgeschäft zurückgezogen hatte, nahm an der Reunion nicht teil.

## Liveaufnahmen
Mit Live ’88 erschien im Oktober 1988 nach Paris (1980) das zweite Livealbum von Supertramp. Die Aufnahmen entstanden während der Europatournee im Frühjahr 1988, bei welchen Konzerten die Lieder genau aufgenommen wurden, geht jedoch nicht aus den Credits hervor. Anders als die meisten Alben aus dem Backkatalog von Supertramp ist Live ’88 nach seiner Erstveröffentlichung nicht mehr neu aufgelegt worden und ist daher heutzutage ein begehrtes Sammlerstück.

## Setlist

### Beispiel-Setlist
- You Started Laughing
- It’s Alright
- Not the Moment
- Ain’t Nobody But Me
- Better Days
- Bloody Well Right
- Cannonball
- Breakfast in America
- From Now On
- Free as a Bird
- An Awful Thing to Waste
- Asylum
- Rudy
- Where I Stand
- Oh Darling
- Just Another Nervous Wreck
- The Logical Song
- Goodbye Stranger
- School
- Crime of the Century

## Tourdaten
| Nr.                 | Datum              | Stadt              | Land               | Veranstaltungsort                    | Anmerkungen        |
| Leg 1 – Südamerika  | Leg 1 – Südamerika | Leg 1 – Südamerika | Leg 1 – Südamerika | Leg 1 – Südamerika                   | Leg 1 – Südamerika |
| ------------------- | ------------------ | ------------------ | ------------------ | ------------------------------------ | ------------------ |
| 1                   | 9. Januar 1988     | Rio de Janeiro     | Brasilien          | Praça da Apoteose                    | Hollywood Rock     |
| 2                   | 16. Januar 1988    | São Paulo          | Brasilien          | Estádio do Morumbi                   | Hollywood Rock     |
| Leg 2 – Nordamerika |                    |                    |                    |                                      |                    |
| 3                   | 1. Februar 1988    | Edmonton           | Kanada             | Northlands Coliseum                  |                    |
| 4                   | 2. Februar 1988    | Calgary            | Kanada             | Olympic Saddledome                   |                    |
| 5                   | 4. Februar 1988    | Winnipeg           | Kanada             | Winnipeg Arena                       |                    |
| 6                   | 6. Februar 1988    | Merrillville       | Vereinigte Staaten | Holiday Star Theatre                 |                    |
| 7                   | 9. Februar 1988    | Ottawa             | Kanada             | Civic Centre                         |                    |
| 8                   | 10. Februar 1988   | Toronto            | Kanada             | Maple Leaf Gardens                   |                    |
| 9                   | 11. Februar 1988   | Montréal           | Kanada             | Forum                                |                    |
| 10                  | 13. Februar 1988   | Halifax            | Kanada             | Metro Centre                         |                    |
| 11                  | 14. Februar 1988   | Moncton            | Kanada             | Coliseum                             |                    |
| 12                  | 16. Februar 1988   | Upper Darby        | Vereinigte Staaten | Tower Theatre                        |                    |
| 13                  | 17. Februar 1988   | Upper Darby        | Vereinigte Staaten | Tower Theatre                        |                    |
| Leg 3 – Europa      |                    |                    |                    |                                      |                    |
| 14                  | 22. Februar 1988   | Paris              | Frankreich         | Palais Omnisport de Bercy            |                    |
| 15                  | 23. Februar 1988   | Paris              | Frankreich         | Palais Omnisport de Bercy            |                    |
| 16                  | 29. Februar 1988   | Köln               | Deutschland        | Sporthalle                           |                    |
| 17                  | 1. März 1988       | Frankfurt am Main  | Deutschland        | Festhalle                            |                    |
| 18                  | 2. März 1988       | München            | Deutschland        | Olympiahalle                         |                    |
| 19                  | 4. März 1988       | Stuttgart          | Deutschland        | Schleyerhalle                        |                    |
| 20                  | 6. März 1988       | Hamburg            | Deutschland        | Alsterdorfer Sporthalle              |                    |
| 21                  | 8. März 1988       | Rotterdam          | Niederlande        | Sportpaleis Ahoy’                    |                    |
| 22                  | 10. März 1988      | Brüssel            | Belgien            | Forest National                      |                    |
| 23                  | 12. März 1988      | Tours              | Frankreich         | Palais des Sports                    |                    |
| 24                  | 14. März 1988      | Grenoble           | Frankreich         | Palais des Sports                    |                    |
| 25                  | 15. März 1988      | Clermont-Ferrand   | Frankreich         | Maison des Sports                    |                    |
| 26                  | 16. März 1988      | Lyon               | Frankreich         | Palais des Sports                    |                    |
| 27                  | 18. März 1988      | San Sebastián      | Spanien            | Velódromo de Anoeta                  |                    |
| 28                  | 19. März 1988      | Toulouse           | Frankreich         | Palais des Sports                    |                    |
| 29                  | 20. März 1988      | Montpellier        | Frankreich         | Le Zénith Sud                        |                    |
| 30                  | 22. März 1988      | Barcelona          | Spanien            | Palau Municipal d’Esports            |                    |
| 31                  | 23. März 1988      | Valencia           | Spanien            | Pavelló Municipal Font de Sant Lluís |                    |
| 32                  | 24. März 1988      | Madrid             | Spanien            | Palacio de los Deportes              |                    |
| 33                  | 28. März 1988      | Bordeaux           | Frankreich         | Palais des Sports                    |                    |
| 34                  | 29. März 1988      | Dijon              | Frankreich         | Palais des Sports                    |                    |
| 35                  | 30. März 1988      | Lille              | Frankreich         | Espace Foire                         |                    |
| 36                  | 2. April 1988      | Karlsruhe          | Deutschland        | Festhalle Durlach                    |                    |
| 37                  | 4. April 1988      | Bozen              | Italien            | Stadthalle PalaResia                 |                    |
| 38                  | 5. April 1988      | Linz               | Osterreich         | Sporthalle                           |                    |
| 39                  | 6. April 1988      | Innsbruck          | Osterreich         | Olympiahalle                         |                    |
| 40                  | 8. April 1988      | Lausanne           | Schweiz            | Halle des Fêtes                      |                    |
| 41                  | 9. April 1988      | Turin              | Italien            | PalaRuffini                          |                    |
| 42                  | 11. April 1988     | Rom                | Italien            | PalaEUR                              |                    |
| 43                  | 12. April 1988     | Neapel             | Italien            | PalaArgento                          |                    |
| 44                  | 14. April 1988     | Mailand            | Italien            | Palatrussardi                        |                    |
| 45                  | 16. April 1988     | Zürich             | Schweiz            | Hallenstadion                        |                    |
| 46                  | 18. April 1988     | London             | England            | Royal Albert Hall                    |                    |
| 47                  | 19. April 1988     | London             | England            | Royal Albert Hall                    |                    |

## Band
- Rick Davies: Gesang, Klavier
- John Helliwell: Saxophon, Hintergrundgesang
- Dougie Thomson: Bass
- Bob Siebenberg: Schlagzeug
- Brad Cole: Keyboards, Saxophon, Hintergrundgesang
- Mark Hart: Keyboards, Gitarre, Hintergrundgesang, Gesang bei Breakfast in America, The Logical Song und School
- Marty Walsh: Gitarre
- Steve Reid: Percussion